# Kōtō Matsudaira
Kōtō Matsudaira (松平 康東 Matsudaira Kōtō?) född 5 februari 1903 i Tokyo, död 4 maj 1994, var en japansk diplomat.